# Tofslärkan 4

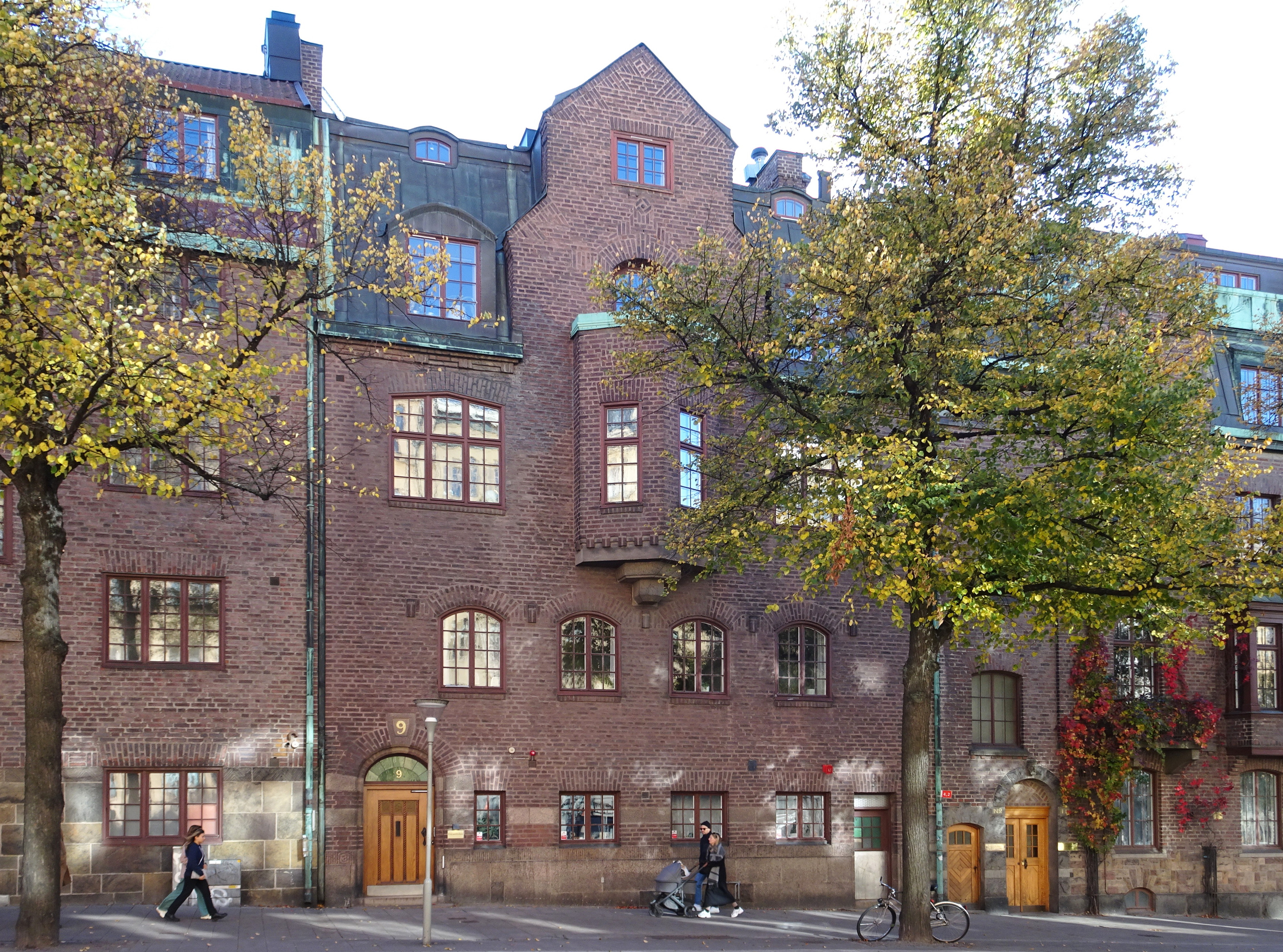
Tofslärkan 4, Odengatan 9. Till vänster ansluter Tofslärkan 5 och till höger Tofslärkan 3, oktober 2022.

Tofslärkan 4 är en kulturhistoriskt mycket värdefull före detta villafastighet i kvarteret Tofslärkan i Lärkstaden på Östermalm i Stockholm. Denna stadsvilla vid Odengatan 9 (före detta 7A) uppfördes 1912–1913 av byggmästaren Johan Richard Edblom efter ritningar av arkitekten Hugo Jahnke. Sedan 1950-talets mitt har Ericastiftelsen sin verksamhet i byggnaden. Fastigheten är blåmärkt av Stadsmuseet i Stockholm vilket är den högsta klassen och innebär "att bebyggelsen bedöms ha synnerligen höga kulturhistoriska värden".

## Bakgrund och planering

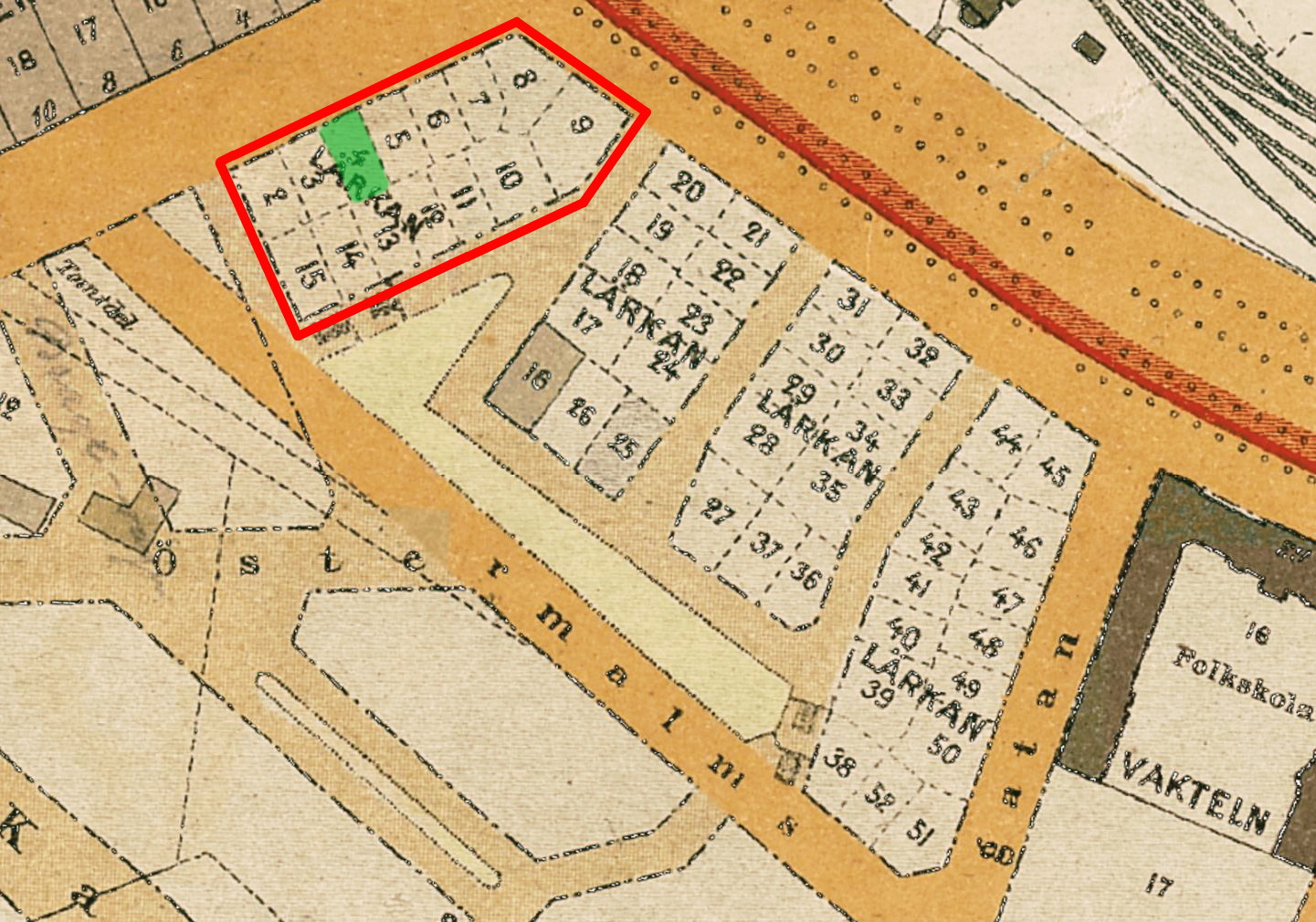
Lärkan 4 med grön markering (dagens Tofslärkan 4) år 1909.

Lärkan 4, sedermera namnändrad till Tofslärkan 4, var en av 51 fastigheter i dåvarande kvarteret Lärkan som, enligt en av Per Olof Hallman 1902 utarbetad stadsplan, skulle bebyggas med enfamiljsvillor. Stadsingenjörskontoret fick i uppdrag att stycka "överkomliga" tomter med storlekar mellan drygt 270 och 550 kvadratmeter vilka såldes av Stockholms stad med äganderätt ("å fri och egen grund" står det på tomtkartorna). Målgruppen var den välsituerade borgarklassen med yrken som grosshandlare, direktörer, företagare, läkare, högre tjänstemän, arkitekter och ingenjörer. 
Fastigheten Tofslärkan 4 omfattade en areal om 289,8 kvadratmeter och förvärvades 1912 av byggnadsingenjören Karl Isak Edblom. Hans far, byggmästaren Johan Richard Edblom, kom att uppföra huset tillsammans med honom. I Lärkstaden byggde han även Tofslärkan 6 och Tofslärkan 10. Byggnaden ritades av arkitekten Hugo Jahnke. I Stadsmuseets byggnadsinventeringar och RAÄ:s bebyggelseregister uppges en Hugo Schulse som arkitekt vilket inte bekräftas av ursprungsritningarna som är undertecknade av Jahnke. För konstruktionsritningar stod byggnads- och konstruktionsbyrån Looström & Gelin.

## Samkomponerad fasad mot Odengatan
På arkitekt Folke Zettervalls initiativ kom berörda byggherrar, arkitekter och byggmästare överens om att åstadkommer en enhetlig gatubild för villorna längs med Odengatan 3–13. Det var en nyhet i Lärkstaden och en reaktion mot den allt för individuella arkitekturen som dittills präglat lärk-kvarterens stadsvillor och kritiserats av samtiden att vara ”brokig”. Zettervalls villa (Odengatan 3, Tofslärkan 7), som 1910 stod först färdig i raden Tofslärkan 2–7, skulle utgöra förebild för de övriga fasadernas gestaltning. Man hade enats om att använda fogstruket mörkrött Helsingborgstegel till samtliga fasader och för övrigt ungefär samma utseende, dock med tillräcklig individuell variation för att inte verka enformig. 
Överenskommelsen rubricerade Svenska Dagbladet i en artikel från april 1912, ”En i Stockholms byggnadshistoria förut okänd enhetlighet i arkitekturen”. Tidningen publicerade i april 1912 en illustration över Lärkstadens framtida fasad mot Odengatan när sprängningsarbeten fortfarande pågick. Samtliga sex fastigheter är numera blåmärkta av Stadsmuseet.

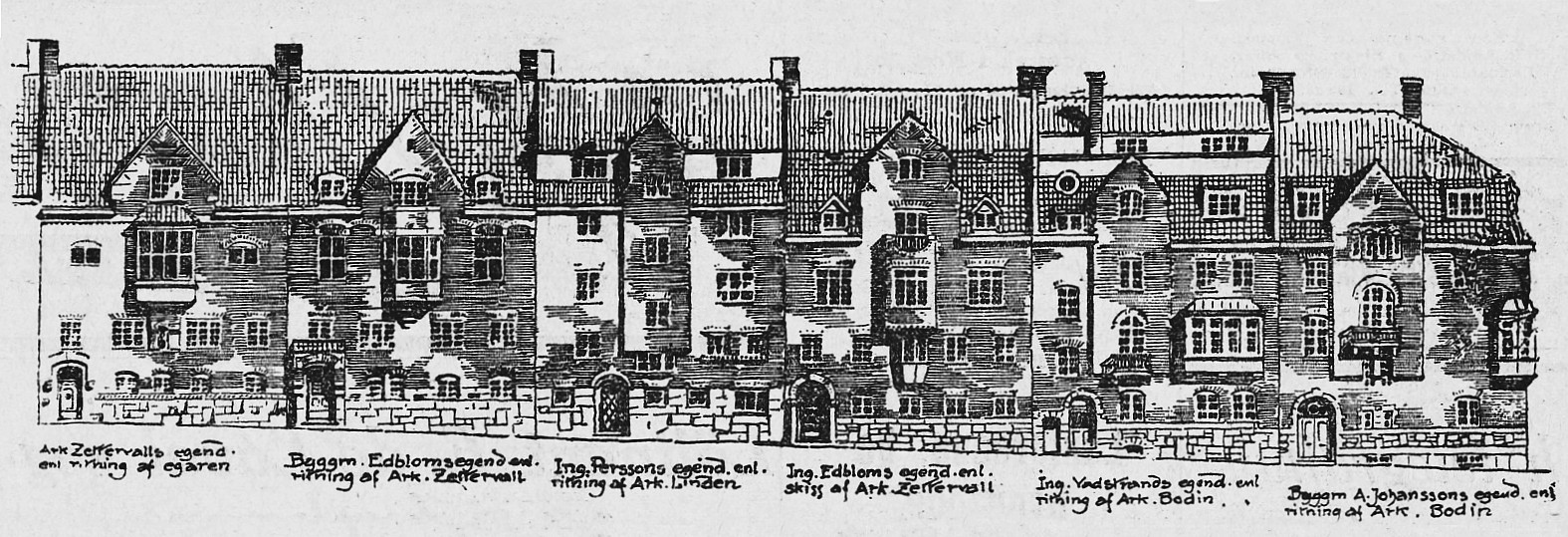
Fasaderna mot Odengatan 3–13. Längst till vänster Tofslärkan 7 som blev utslagsgivande för husens fasadgestaltningar.
Tredje huset från höger är Tofslärkan 4. Illustration i Svenska Dagbladet, 13 april 1912.

## Byggnadsbeskrivning

### Exteriör

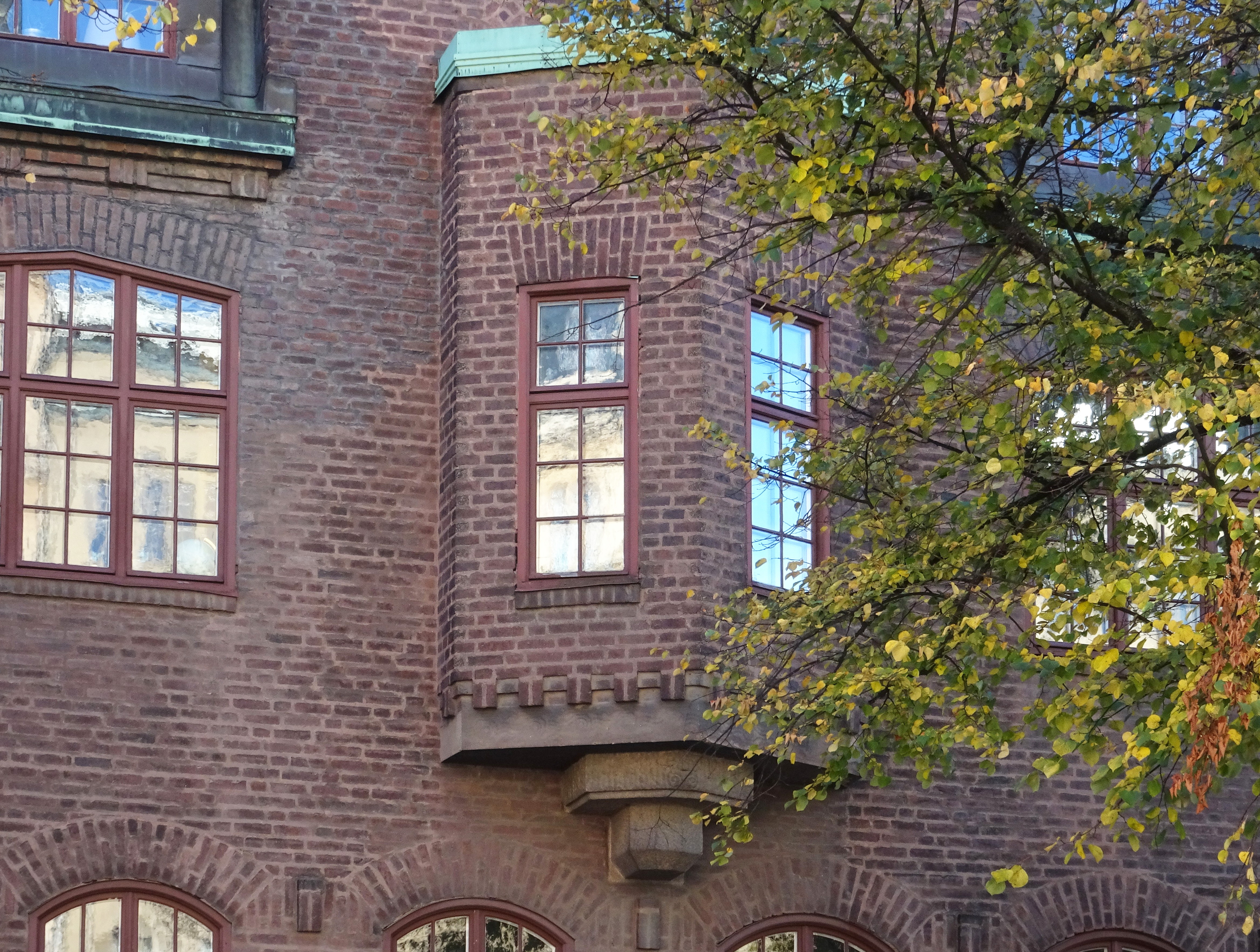
Burspråk mot Odengatan.

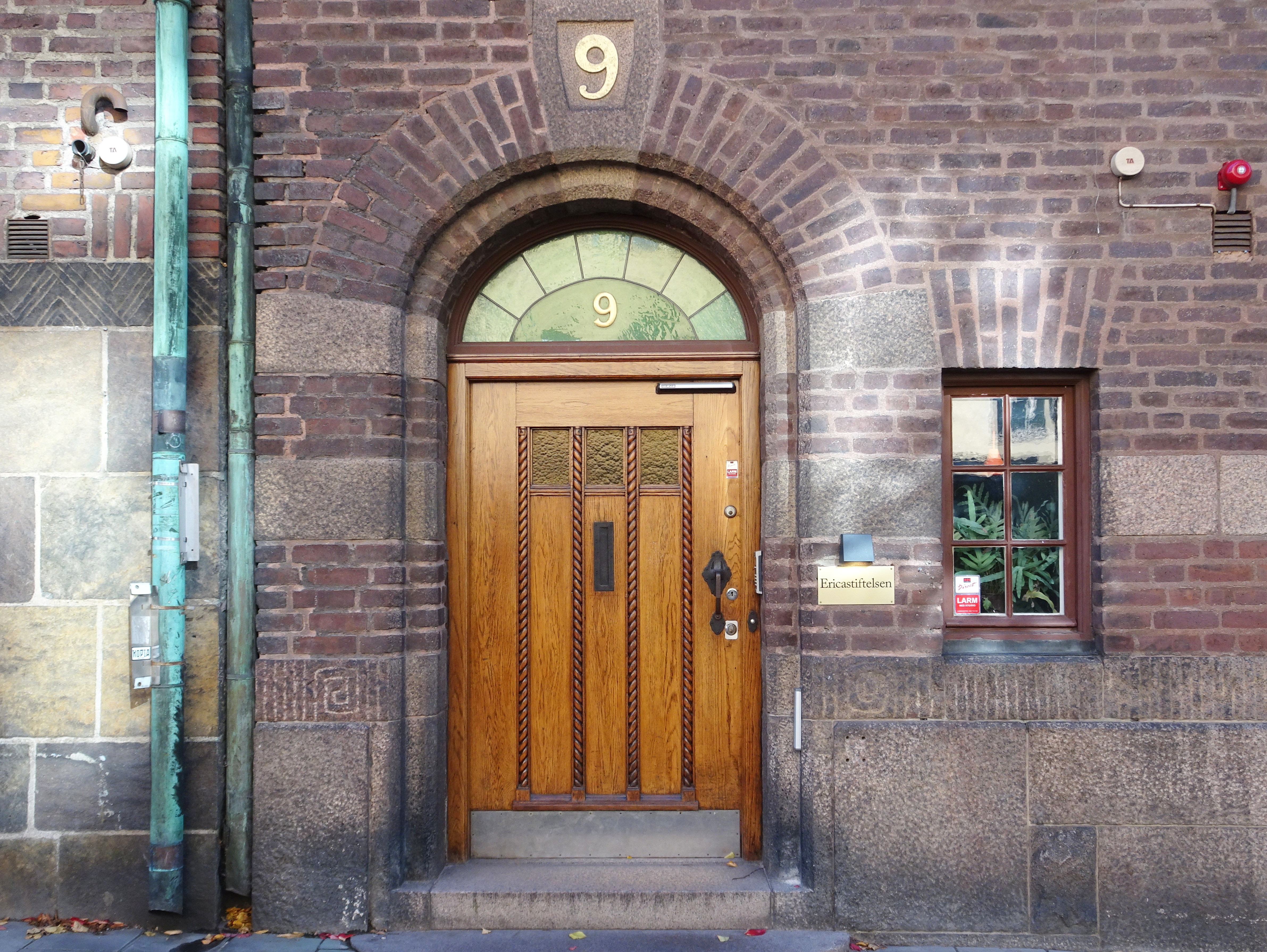
Huvudentré, Odengatan 9.

Tofslärkan 4 uppfördes i tre våningar samt källare och inredd vind. Fasaderna uppfördes i fogstruket mörkrött Helsingborgstegel med mönstermurade partier. På grund av souterrängläge har källarvåningen full våningshöjd mot Odengatan. Jahnke ritade en symmetrisk uppbyggd fasad mot Odengatan. Huset domineras av ett centriskt placerad burspråk som vilar på en kraftig, delvis mönsterhuggen granitkonsol och kröns av en balkong. Burspråkets undre kant är ornamentsmålad i svart och vitt (numera blekt). Däröver reser sig en två våningar hög frontespis. Socken är av granit som avslutas av ett mönsterhugget band med vertikala streck och spiralmönster närmast entrén.   
Huvudentrén placerades längst till vänster. Portalen består av en murad valvbåge med impost av granit och slutstenen med gatunummer ”9” i förgylld relief. Portbladet är av ek med sniderier visande fyra stående repstav. Överljusfönstret är blyinfattat med gulfärgade fönsterglas. Till höger om dörren syns portvaktens lilla fönster.
Fasaden mot gården är osymmetrisk uppbyggd. Även här finns en hög frontespis, något förskutet i sidled och med ett framspringande fasadparti som kröns av en mindre balkong som ursprungligen hörde till ett av sovrummen på vindsplanet. Eftersom trädgården ligger högre än Odengatan fick man en direktutgång till gården från våning en trappa.

### Interiör
På källarvåningen, som har souterrängläge och husets huvud- och källarentré från gatan, fanns en porvaktslägenhet om ett rum och spisrum (bostadsrum med kokplats). För övrigt (under marknivån) låg här husets ångpanna, tvätt-, stryk- och mangelrum samt några matförråd. Bottenvåningen dominerades av den stora matsalen med öppen spis på ena kortsidan och tre välvda fönster mot gatan. Mot gården fanns köksavdelningen. 
På våning en trappa samlades fruns rum och den stora salongen med öppen spis och burspråk. Fruns rum och salongen låg i fil med skjutdörrar däremellan. Mot gårdssidan låg biblioteket och vardagsrummet som fick en alkov vid öppna spisen. Familjens sovrum inreddes på våning två trappor. Här fanns tre sovrum, en sängkammare, badrum och klädkammare. På vinden fanns torkvinden och ytterligare två sovrum. Det ändrades under byggets gång till två rum och biljardrum. En mindre interntrappa gick mellan samtliga våningsplan. 
Rumsfördelningen enligt ursprungsritningarna från juli 1912 var följande:
- Källarvåning – huvudentré med trappa upp till bottenvåningen, portvaktslägen het om ett rum och kök, Kol- och pannrum, vedförråd, tvättstuga, stryk- och mangelrum, mat- och vinkällare
- Bottenvåning – trappa, hall, matsal, köksavdelning med serveringsgång och rum för kokerskan
- Våning 1 trappa – fruns rum i fil med salongen, huvudtrappa, bibliotek, vardagsrum
- Våning 2 trappor – tre sovrum mot gatan, klädkammare, sängkammare och badrum mot gården
- Vinden – två sovrum och torkvind, senare ändrad till två sovrum och biljardrum

Originalritningar från 1912
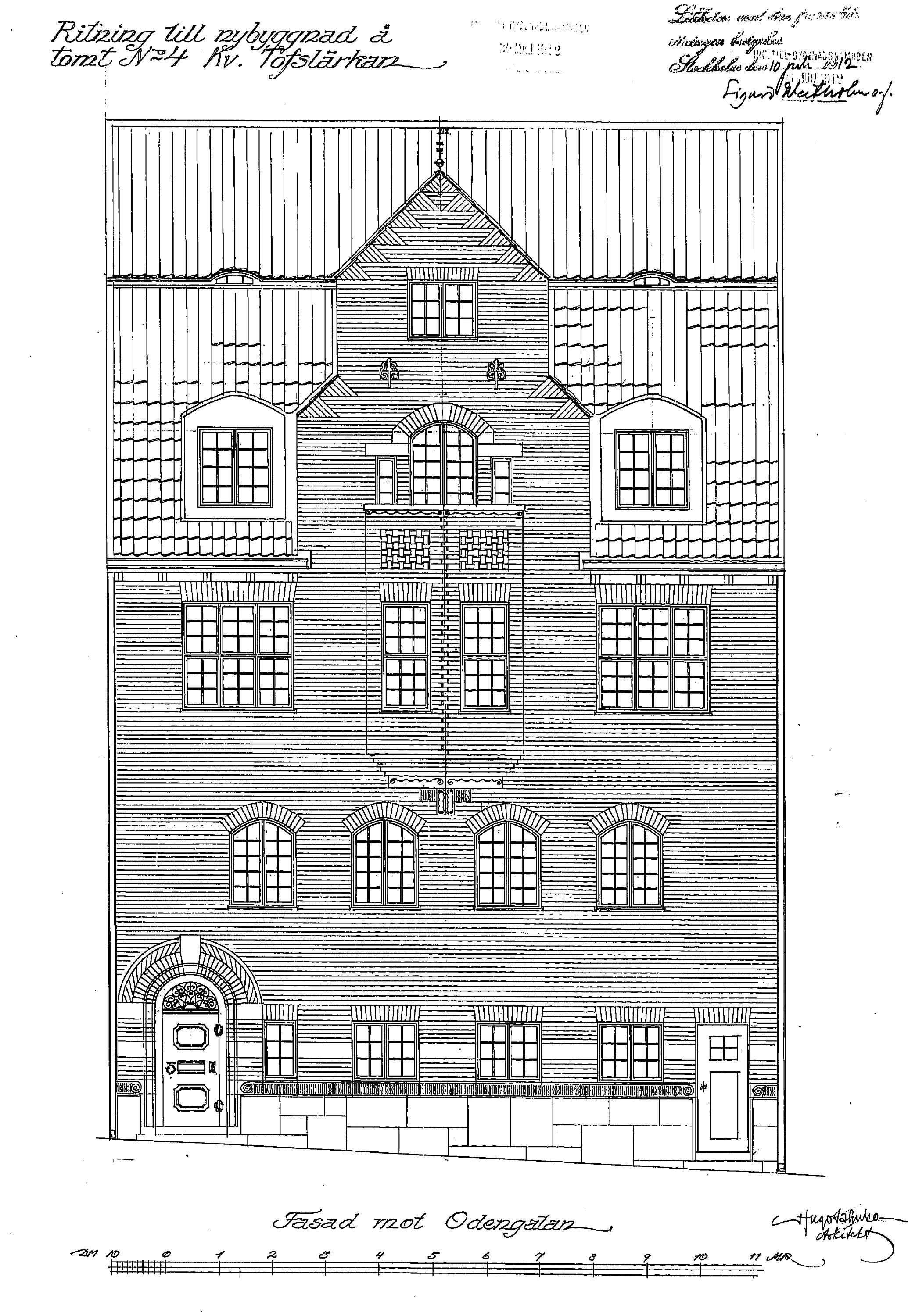
Fasad mot Odengatan.
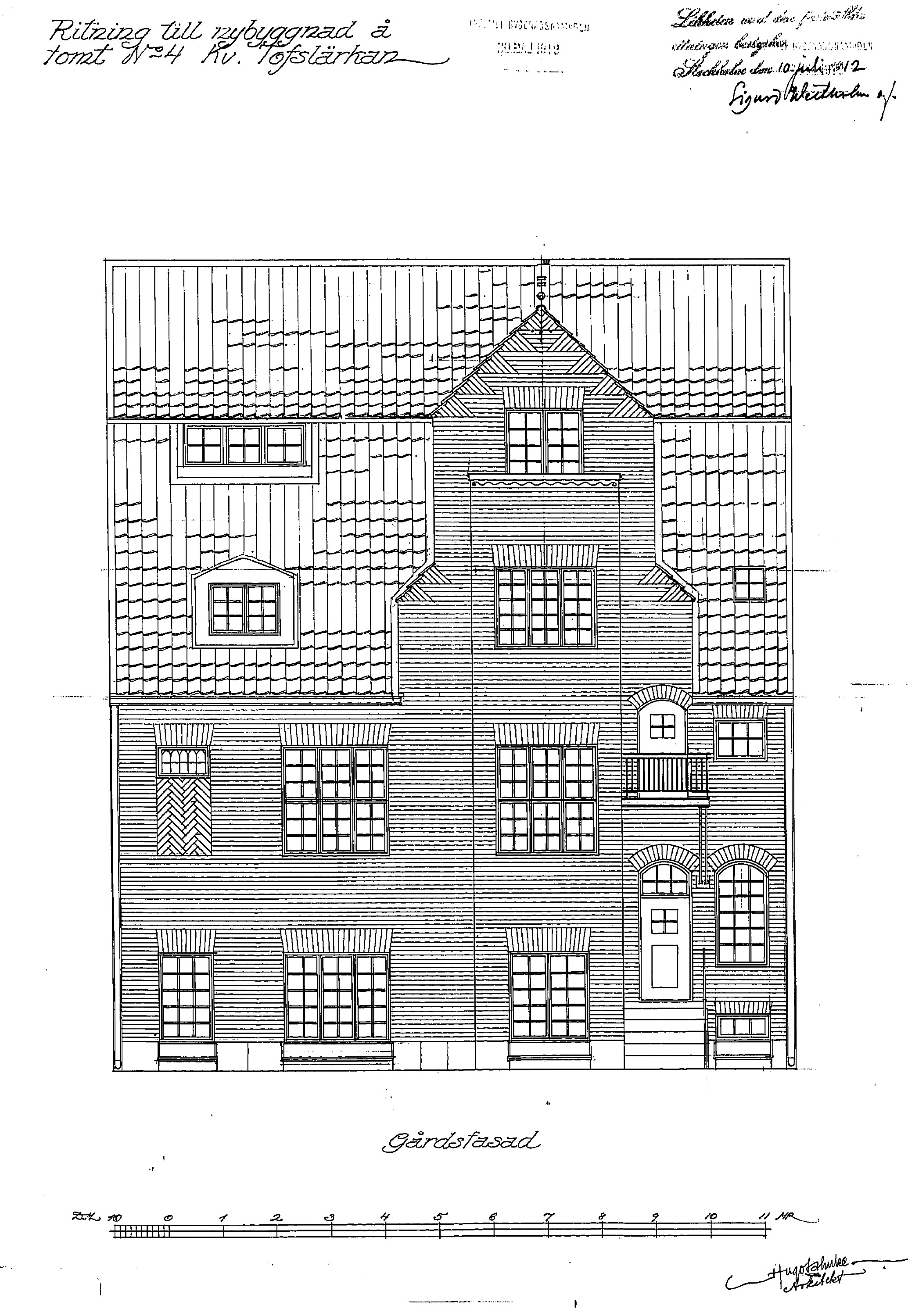
Fasad mot trädgården.
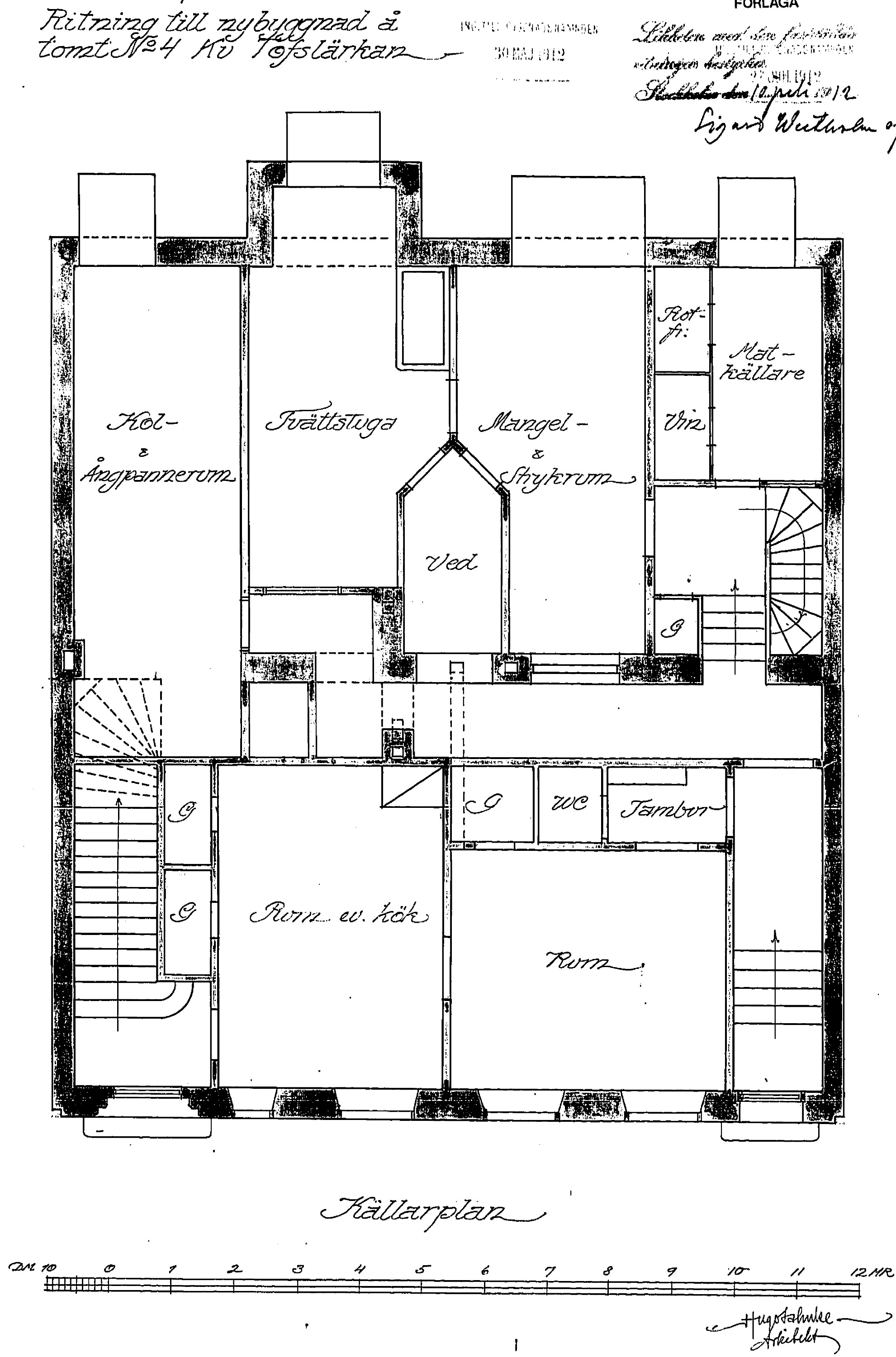
Källarvåning.
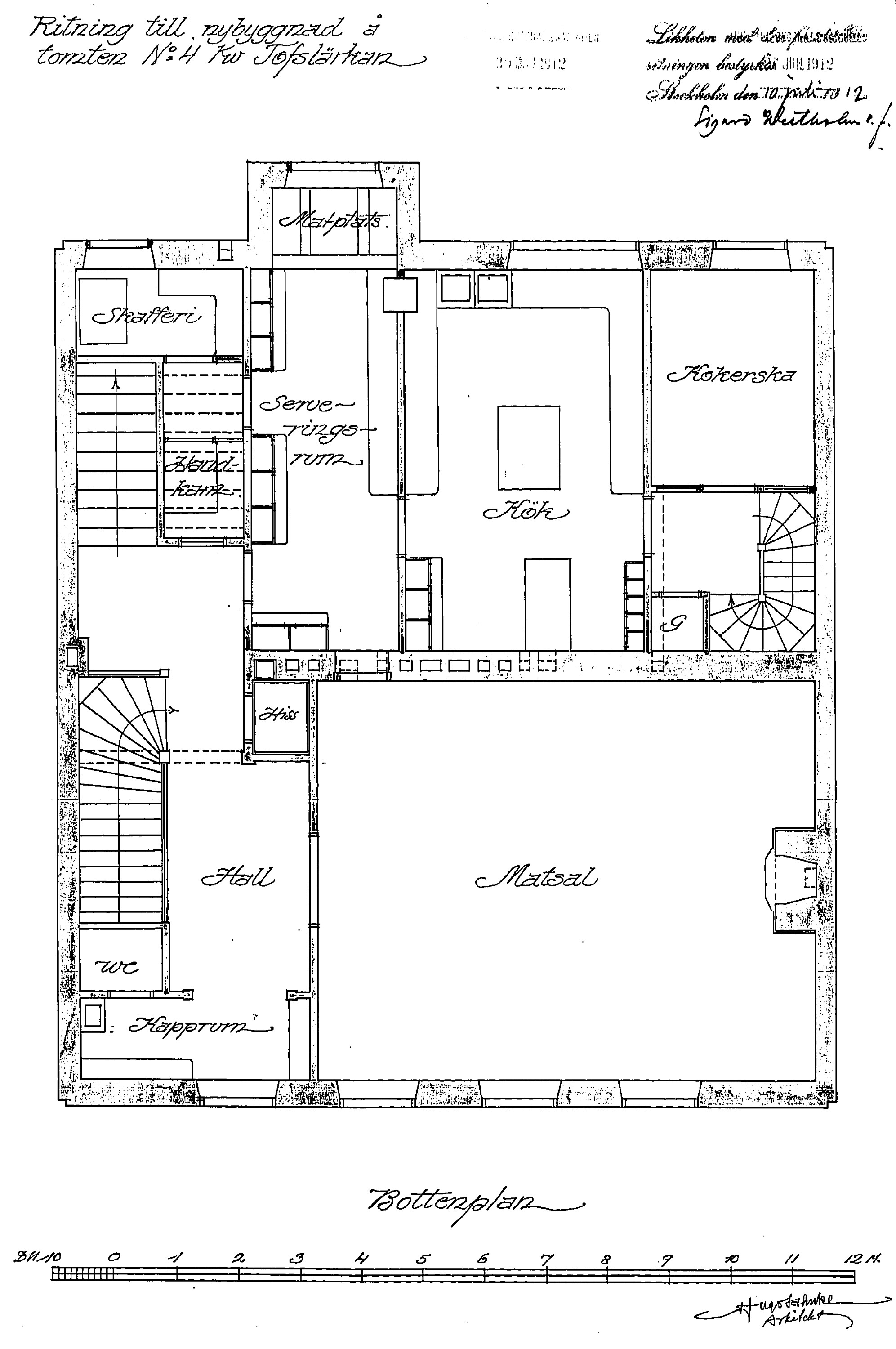
Bottenvåning.
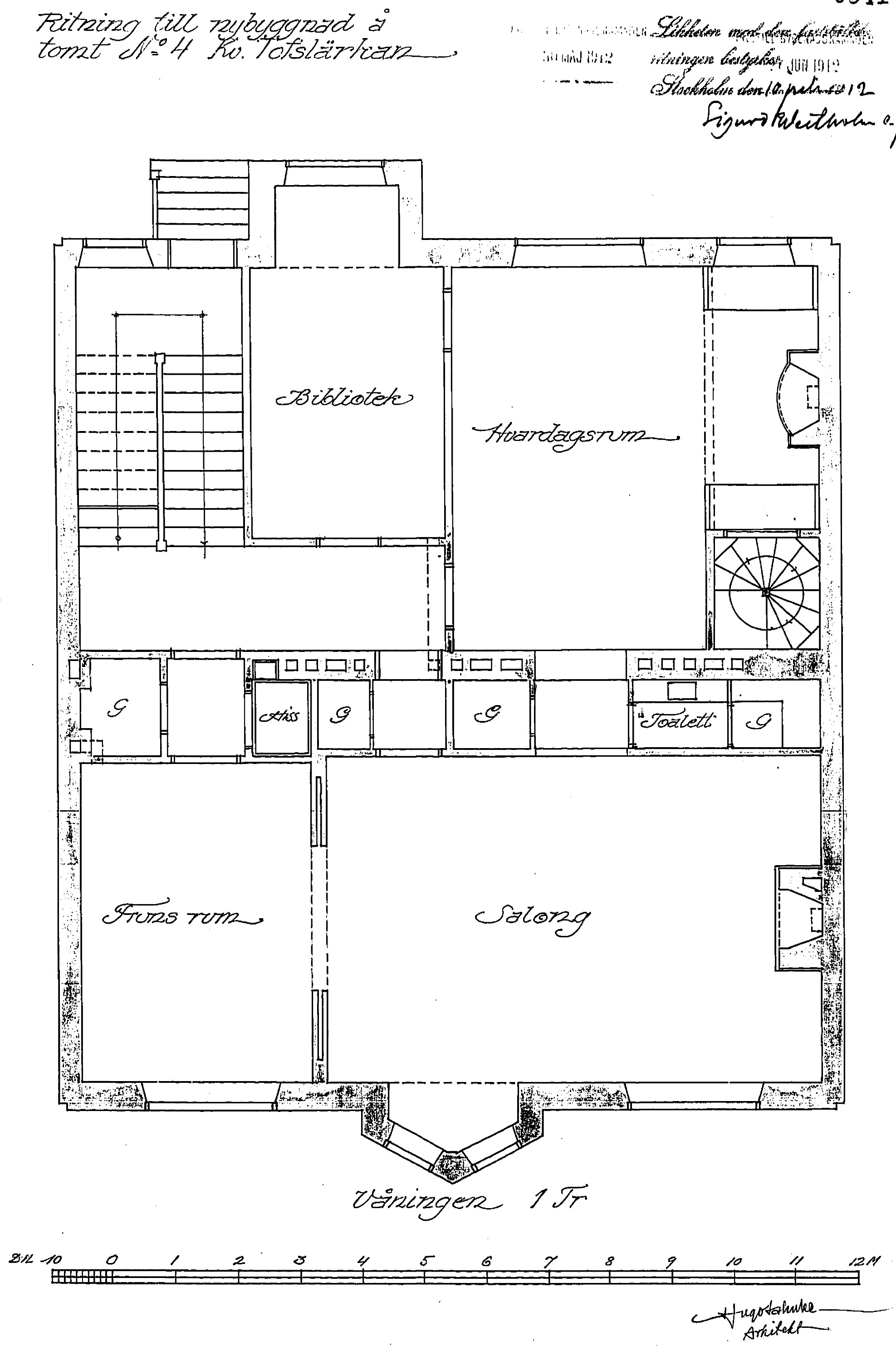
Våning 1 trappa.
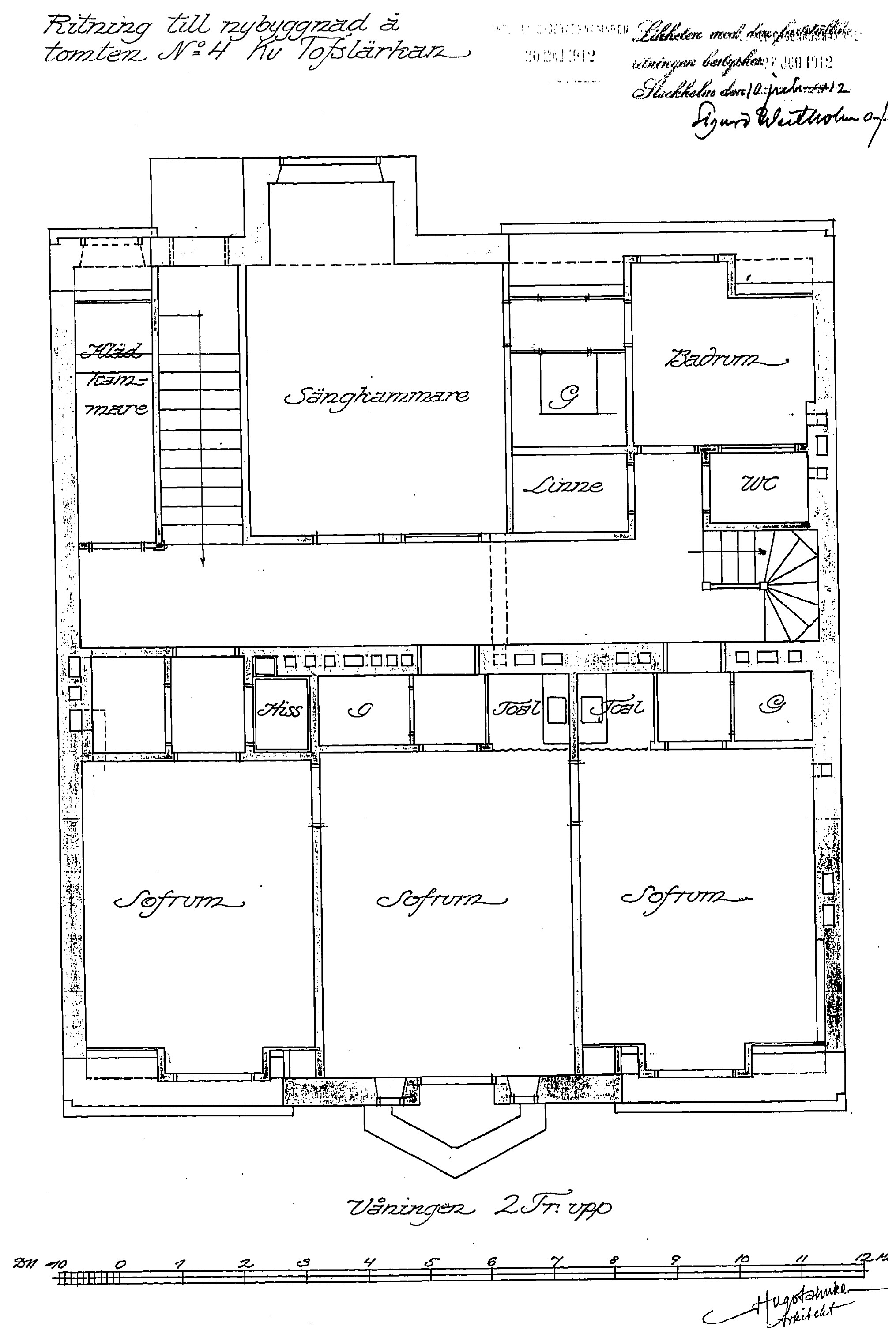
Våning 2 trappor.
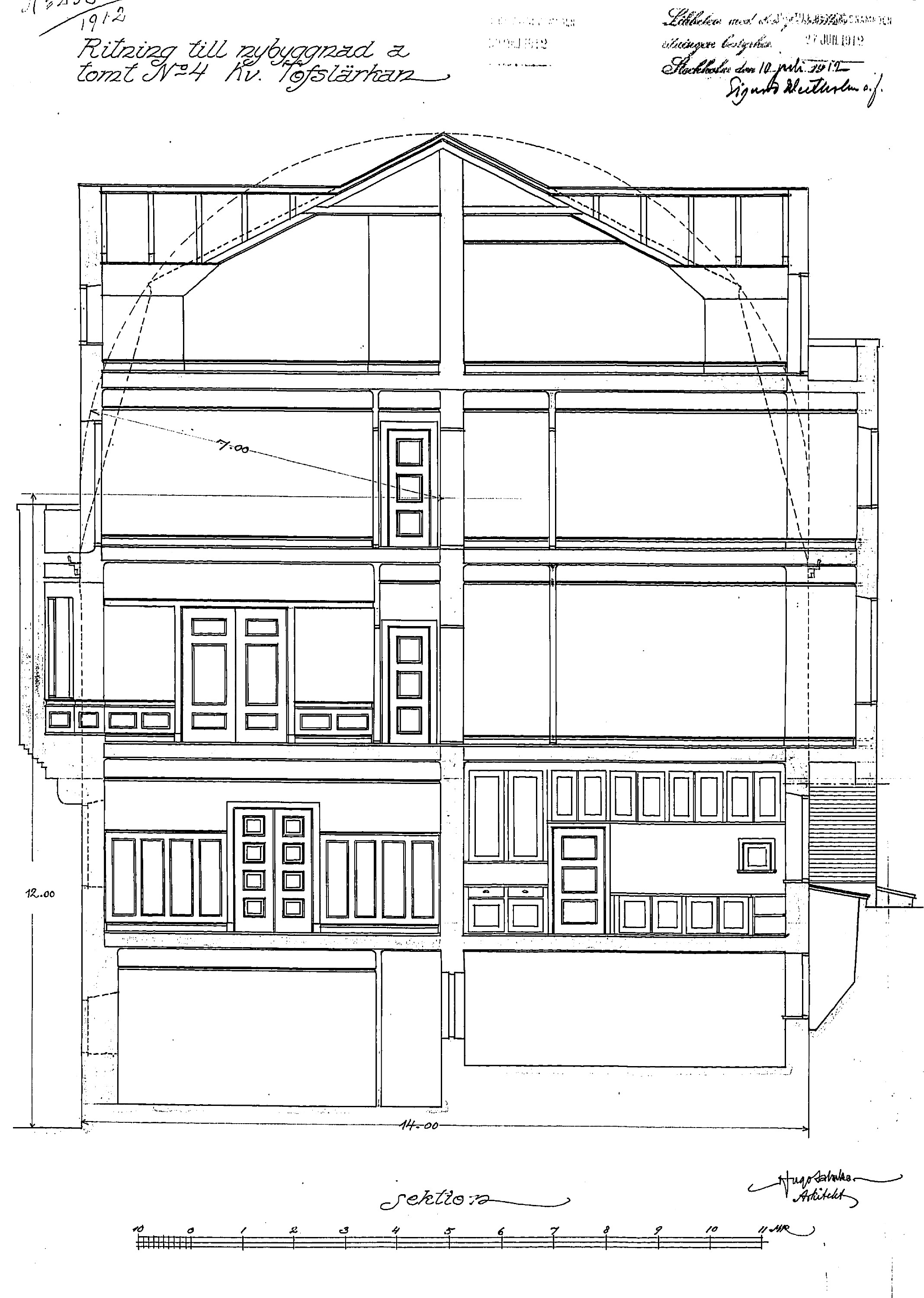
Sektion.

## Nya ägare och ändringar
Efter husets färdigställande 1913 sålde Edblom fastigheten till bankdirektören E.R. Befrits. 1925 uppger Stockholms adresskalender Fastighets AB Tofslärkan som ägare. 1928–1929 utfördes ändringsarbeten när en läkarmottagning för AB Stockholms Privatsjukhus flyttade in. Källarplanet förvandlades till bland annat mottagning, väntrum, operation, förlossning, sterilisering och liknande. Bottenvåningen och övriga våningsplan berördes inte av ombyggnaden. 1955–1956 inreddes byggnaden efter ritningar av arkitekt Gösta Karlsson för Ericastiftelsens verksamhet som sedan dess finns på denna adress och även äger fastigheten.

### Noter

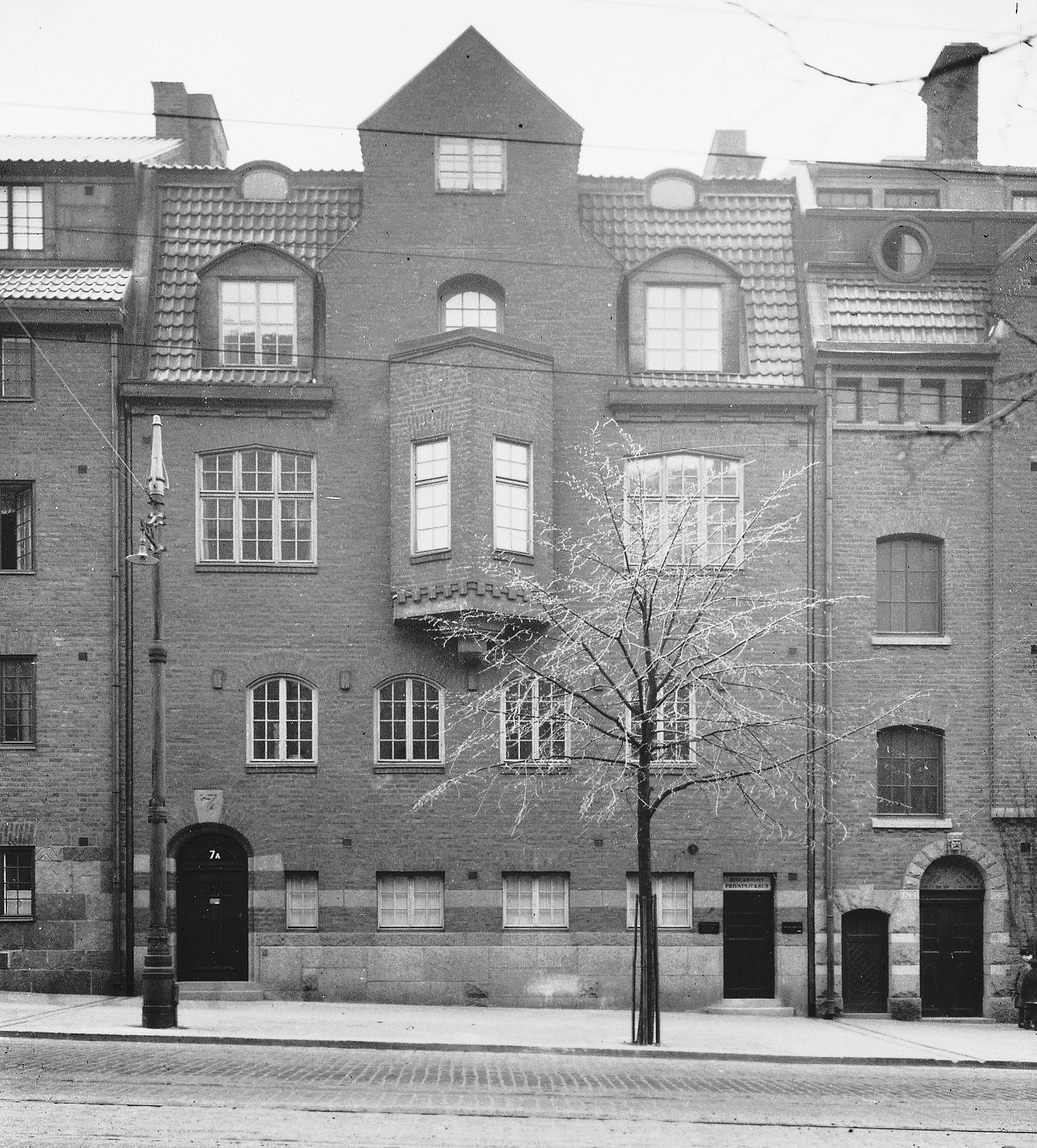
Tofslärkan 4, Odengatan 7A (dagens nr 9). Lägg märke till källarentrén till höger med texten "Stockholms privatsjukhus" över dörren, troligen 1930-tal.